# روب مايز
روب مايز (بالإنجليزية: Rob Mayes)‏ هو ممثل وموسيقار وعارض أزياء أمريكي. اشتهر ببطولته في فيلم الرعب الكوميدي جون يموت في النهاية لعام 2012، بالإضافة إلى تصويره تومي نوتر في المسلسل التلفزيوني الدرامي الكوميدي القصير جين باي ديزاين ولعب دور باري في فيلم 2019 ربما أنا بخير.

## النشأة
نشأ مايز في بيبر بايك ، أوهايو،  مع شقيقه أليكس، الذي ولد بعده بعشر سنوات (1994).  بدأ عرض الأزياء عندما كان عمره خمس سنوات. 
التحق بالأكاديمية البحرية الأمريكية في أنابوليس و درس الطب لعام 2004-2005 ثم ترك الدراسة. بعد مغادرته الأكاديمية البحرية ، ركز على تأليف الأغاني وأصدر ألبومًا موسيقيًا من سبعة مسارات بعنوان Glimpses of Truth . 

## مسار مهني
بعد أسبوعين من الانتقال إلى مدينة نيويورك في عام 2007 ، تم التعاقد مع مايز لدور حلقة واحدة في مسلسل القانون والنظام: وحدة الضحايا الخاصة . في عام 2008 لعب دورًا رائدًا في الفيلم التلفزيوني الموسيقي على إم تي في The American Mall . 
كان مايز ضيفًا في دور البطولة في فيلم كولد كيس و Valentine و بونز و Medium  ولعب دورًا رئيسيًا في فيلم Ice Castles لعام 2010. 
في عام 2013 ، كان له دور متكرر مثل Tommy Nutter in Jane by Design وضيف أدوار البطولة في إن سي آي إس و The Glades و 90210 . 
بعد دور متكرر في مسلسل قائمة العملاء ،  قام بتصوير ماثيو بلاكوود في فيلم الدراما 2013 Burning Blue ، والذي كان مبنيًا على مسرحية 1992 التي تحمل الاسم نفسه. 
في عام 2014 ، لعبت تروي كوين في مسلسل أساطير .  

## فيلموغرافيا

### أفلام
| عام  | لقب                   | دور           |  |
| ---- | --------------------- | ------------- |  |
| 2010 | قلاع الجليد           | نيك           |  |
| 2012 | ملفين سمارتي          | كيلكلين       |  |
| 2012 | جون مات في النهاية    | جون           |  |
| 2013 | حرق الأزرق            | ماثيو بلاكوود |  |
| 2013 | كفى سعيد              | نادل          |  |
| 2015 | عدن                   | ماركيز        |  |
| 2017 | زهور مختلفة           | بليك          |  |
| 2017 | تأجير دراجات نارية    | رجل أسجارديان |  |
| 2018 | البحر الأزرق العميق 2 | ترينت سلاتر   |  |
| 2020 | انتقام الجندي         | بريجز         |  |

### التلفاز ومسلسلات
| عام     | لقب                                                  | دور            | ملاحظات                            |
| ------- | ---------------------------------------------------- | -------------- | ---------------------------------- |
| 2007    | القانون والنظام: وحدة الضحايا الخاصة                 | مارك شروفيل    | الحلقة: " المسؤول "                |
| 2008    | The American Mall                                    | جوي            | فيلم تلفزيوني                      |
| 2008    | قضية قديمة                                           | جيم هورن 64    | الحلقة: " سيدات الأربعاء "         |
| 2009    | عيد الحب                                             | مات ديسانتو    | الحلقة: "She's Gone"               |
| 2009    | قبول                                                 | جوستين الرائحة | فيلم تلفزيوني                      |
| 2009    | عظام                                                 | تري جونسون     | الحلقة: " اليوم الجميل في الجوار " |
| 2009    | حروب نادي نسائي                                      | العاشق         | فيلم تلفزيوني                      |
| 2010    | متوسط                                                | شاب إطفائي     | الحلقة: " ضرر الدخان "             |
| 2011    | كلاب الصيد                                           | نقدي           | فيلم تلفزيوني                      |
| 2012    | NCIS                                                 | كايل باكستر    | الحلقة: " Psych Out "              |
| 2012    | جين حسب التصميم                                      | تومي نوتر      | 5 حلقات                            |
| 2012    | The Glades                                           | لوكاس جاردنر   | الحلقة: "Islandia"                 |
| 2012    | 90210                                                | كولين بيل      | 3 حلقات                            |
| 2012    | عيد الميلاد الذهبي 3                                 | بوبي ألدن      | فيلم تلفزيوني                      |
| 2013    | تدخل أمي                                             | بن             | فيلم تلفزيوني                      |
| 2013    | The Client List                                      | ديريك مالوي    | 12 حلقة                            |
| 2014    | الجميلة والوحش                                       | باتريك فرانكو  | الحلقة: "الأجداد"                  |
| 2014    | أساطير                                               | تروي بوكانان   | 2 حلقة                             |
| 2015    | عدن                                                  | ماركيز         | فيلم روائي                         |
| 2015–16 | عشيقات                                               | مارك نيكلبي    | دور أساسي                          |
| 2016–17 | تكرر                                                 | كايل موسبي     | 5 حلقات                            |
| 2018    | فندق ماي كريسماس إن                                  | بريان أندرسون  | فيلم تلفزيوني                      |
| 2018    | " سوات "                                             | ريك أوينز      | الحلقة "الاسترداد"                 |
| 2019    | الطريق إلى المنزل لعيد الميلاد                       | ويس بيلي       | فيلم تلفزيوني                      |
| 2019    | منزل على التل (ويعرف أيضًا باسم He's Out to Get You ) | دوق            | فيلم تلفزيوني                      |

## روابط خارجية
- [http://www.imdb.com/name/nm2373827/ Rob Mayes

] في قاعدة بيانات الأفلام على الإنترنت